# Arc the Lad
Arc the Lad (jap. アークザラッド, Ākuzaraddo) ist eine japanische Serie von Computer-Rollenspielen, deren erster Teil 1995 erschien. Neben insgesamt sieben Spielen erschien auch eine Animeserie.

## Inhalt und Spielmechanik
Der Spieler führt den Jungen Arc aus dem Dorf Touvil, der gegen das Böse in der Welt kämpft. Dabei stoßen mit Fortschreiten des Spiels die Charaktere Kukuru, Iga, Poco, Tosh und Chongara zu ihm.
Der Schwerpunkt des Spiels liegt in den Kämpfen, die auf einer jeweils eigens dafür erscheinenden Fläche strategischen Karte rundenweise ausgetragen werden. Der Spieler kann nur eine begrenzte Anzahl seiner Mitstreiter mit in den Kampf nehmen, wobei unterschiedliche Kombinationen von Charakteren verschiedene Angriffe ermöglichen. Zwischen den Kämpfen erkundet der Spieler die Hauptkarten. Mit fortschreitendem Spiel gewinnt der Spieler Erfahrungspunkte, Gegenstände und Waffen dazu.

## Produktion und Veröffentlichungen
Arc the Lad wurde von G-Craft und SCEI entwickelt und war zunächst als einzelnes Spiel konzipiert. Als sich die Entwicklung jedoch in die Länge zog, wurde zunächst ein erstes Spiel mit einer kürzeren Handlung von etwa 8 Stunden Spielzeit veröffentlicht und die Serie danach in weiteren Spielen fortgesetzt. Das erste Spiel der Reihe wurde am 13. Juni 1995 von SCEI für die PlayStation herausgebracht. Das von ARC Entertainment entwickelte Arc the Lad II folgte am 1. November 1996. Es bietet 60 Spielstunden und setzt die Handlung des Vorgängers, von dem auch der Spielstand übertragen werden kann, unmittelbar fort. Am 31. Juli 1997 erschien Arc the Lad: Monster Game with Casino Game und am 28. Oktober 1999 Arc the Lad III vom gleichen Entwickler. Das zweite Spiel der Reihe wurde später auch für PlayStation Store und PSOne Classic veröffentlicht. 2002 veröffentlichte Bandai mit Arc the Lad: Kijin Fukkatsu eine Eigenentwicklung auf Grundlage der Serie für den WonderSwan Color. Arc the Lad: Seirei no Tasogare erschien am 20. März 2003 und am 3. November 2004 folgte mit Arc the Lad: Generation das bisher letzte Spiel der Reihe. Beide wurden von Cattle Call für die PlayStation 2 entwickelt und von SCEI vertrieben.
In den USA erschien 2002 bei Working Designs eine Sammlung der ersten vier Spiele der Serie. Auch beide Spiele für die PlayStation 2 erschienen in Amerika, das erste als Twilight of the Spirits 2004 auch in Europa und auf Deutsch.

## Anime-Adaption
1999 wurde von den Studios Office AO, Production I.G, Shaft, Studio Mu und Xebec eine 26-teilige Anime-Adaption des zweiten Spiels der Reihe produziert. Regie führte Itsuro Kawasaki, Produzent war Hideo Katsumata. Kenji Teraoka entwarf das Mechadesign, Yoko Kikuchi das Charakterdesign und Toshihisa Koyama war für die künstlerische Leitung verantwortlich.
Die Serie wurde erstmals vom 5. April bis zum 11. Oktober 1999 von WOWOW in Japan ausgestrahlt. The Anime Network sendete eine englische Fassung und mehrere Sender eine spanische. Außerdem wurde der Anime ins Französische und Niederländische übersetzt und erschien in den USA auf DVD.

### Synchronisation
| Rolle  | Japanischer Sprecher (Seiyū) |
| ------ | ---------------------------- |
| Arc    | Hiro Yūki                    |
| Kukuru | Yūko Mizutani                |
| Elk    | Daisuke Namikawa             |
| Lieza  | Yui Horie                    |

### Musik
Die Musik der Serie komponierte Michiru Oshima. Der Vorspanntitel ist Arc the Lad ~Main Theme~ von Masahiro Andō und für die Abspanne verwendete man die Lieder Happy Tomorrow und Rest in Peace von NiNa.

## Rezeption
Zum ersten Spiel der Reihe schreibt die deutschen Zeitschrift Mangaszene anlässlich des US-Release, es sei eher ein kurzer Appetithappen für die deutlich mehr Spielzeit bietenden Nachfolger. Die Anime-Adaption wird gelobt für ihre originalgetreue Umsetzung der Vorlage Arc the Lad 2 mit nur wenigen, sinnvollen Kürzungen. Auch Aussehen und Charakter der Figuren und der Soundtrack seien zum Vorteil des Animes sehr ähnlich der Vorlage. Die Handlung sei auch für Nicht-Kenner der Spiele verständlich, entwickele sich zwar zunächst behäbig, doch nach einigen Folgen könne die Welt mit Fantasy- und modernen Elementen den Zuschauer fesseln. Die Anime Encyclopedia schreibt, die sehr ähnlichen Geschichten der Suche nach Rache, die jeder der Charaktere des Animes verfolgt, seien alle verbunden in einer nicht konsistenten, aber attraktiv gestalteten Abenteuer- und Fantasy-Welt, die typisch sei für die Computerspiele aus der Zeit der ersten Final-Fantasy-Spiele.
Beim einzigen auf Deutsch erschienenen Spiel der Reihe – Twilight of the Spirits – lobt die Mangaszene „ausgezeichnete Grafik“, „ungewöhnlich rockigen Soundtrack und hervorragendes Kampfssystem“. Der „Clou“ sei die Geschichte, in der sich die Perspektiven der beiden Hauptfiguren abwechselten. Die von Kharg biete zwar wenig neue Ideen, die Darcs dafür aber „eine frische, subversive Reise“. Die PAL-Anpassung der deutschen Fassung sei gelungen und die Synchronisation beeindrucke im Vergleich zur misslungenen US-Fassung.